# Olympische Jeugdspelen
De Olympische Jeugdspelen is een internationale sportmanifestatie voor sporters van 14 tot 18 jaar. De Spelen worden georganiseerd onder auspiciën van het Internationaal Olympisch Comité (IOC).
Er is een evenement in de zomer (Olympische Jeugdzomerspelen) en een evenement in de winter (Olympische Jeugdwinterspelen). Elk evenement wordt om de vier jaar gehouden en telkens twee jaar voor de gewone Olympische Zomerspelen cq. Olympische Winterspelen. De eerste zomereditie vond plaats in 2010 te Singapore, deze stad werd verkozen boven Athene en Moskou. De eerste wintereditie vond plaats in 2012 te Innsbruck, Oostenrijk.

## Idee
Het idee voor zo'n evenement was al in 2001 door het Internationaal Olympisch Comité (IOC) en IOC-president Jacques Rogge bedacht. Op 6 juli 2007 stemden de leden voor het idee op de 119e vergadering van het Internationaal Olympisch Comité in Guatemala-Stad.
Andere verschillende olympische evenementen voor de jeugd, zoals het Europees Olympisch Jeugdfestival, dat ieder jaar wordt gehouden met een winter- en zomereditie, en het Australisch Olympisch Jeugdfestival zijn succesvol gebleken.
Op initiatief van GroenLinks-raadslid Nourdin el Ouali besloot de gemeenteraad van Rotterdam op 8 november 2011 om zich kandidaat te stellen voor de Jeugdspelen in 2018. Het bidboek was opgesteld door de Stichting Olympic Youth Games Rotterdam en in oktober 2012 aan het IOC aangeboden. Naast Rotterdam streden ook Buenos Aires, Glasgow, Guadalajara en Medellin om de Jeugdspelen in 2018. Het IOC maakte in juli 2013 bekend dat de Argentijnse hoofdstad Buenos Aires de Spelen mocht organiseren.

## Doel
Het doel van de Olympische Jeugdspelen is:
- getalenteerde atleten van over de gehele wereld bij elkaar brengen om deel te nemen in competities op hoog niveau;
- het uitvoeren van educatieve programma's met betrekking tot het belang van sport als onderdeel van een gezonde levensstijl, de sociale waarden van sport en over de gevaren van doping en overmatig trainen;
- het toepassen van de modernste communicatiekanalen om de Olympische waarden en de geest van de Olympische Jeugd Spelen te promoten.

## Edities van de Olympische Jeugdzomerspelen
| Spelen | Jaar | Gaststad     | Datum            | Landen | Sporters | Sporten | Onderdelen |
| ------ | ---- | ------------ | ---------------- | ------ | -------- | ------- | ---------- |
| I      | 2010 | Singapore    | 14 - 26 augustus | 204    | 3.524    | 26      | 201        |
| II     | 2014 | Nanjing      | 16 - 28 augustus | 203    | 3.579    | 28      | 222        |
| III    | 2018 | Buenos Aires | 6 - 18 oktober   | 206    | 3.997    | 32      | 241        |
| IV     | 2026 | Dakar        |                  |        |          |         |            |

## Edities van de Olympische Jeugdwinterspelen
| Spelen | Jaar | Gaststad    | Datum                   | Landen | Sporters | Sporten | Onderdelen |
| ------ | ---- | ----------- | ----------------------- | ------ | -------- | ------- | ---------- |
| I      | 2012 | Innsbruck   | 13 - 22 januari         | 69     | 1.059    | 7       | 63         |
| II     | 2016 | Lillehammer | 26 februari - 6 maart   | 71     | 1.100    | 7       | 70         |
| III    | 2020 | Lausanne    | 9 - 22 januari          | 79     | 1.872    | 8       | 81         |
| IV     | 2024 | Gangwon-do  | 19 januari - 2 februari | 78     | 1.803    | 7       | 81         |
| V      | 2028 | Valtellina  | 15 - 29 januari         |        |          |         |            |

Zomerspelen:
Winterspelen:
Gerelateerd
Olympische Spelen · Paralympische Spelen · Deaflympische Spelen · Special Olympic World Games
IOC · COA · BOIC · NOC*NSF · NAOC · SOC
- Gemeinsame Normdatei: 7863679-6
- Library of Congress Control Number: no2011114661
- Bibliotheek van het Japanse parlement: 01223926
- Nationale Bibliotheek van Israël: 987007524515205171
- Virtual International Authority File: 261859943